# Pardosa ancorifera
Pardosa ancorifera är en spindelart som beskrevs av Schenkel 1936. Pardosa ancorifera ingår i släktet Pardosa och familjen vargspindlar. Inga underarter finns listade i Catalogue of Life.